# Scopula dehortata
Scopula dehortata là một loài bướm đêm trong họ Geometridae.